# Дальвитц (батальон)
Специальный деса́нтный батальо́н «Да́львитц» (нем. Luftlandebataillon zur besonderen Verfügung «Dallwitz», бел. Паветрана-дэсантны спецыяльны батальён «Дальвіц») — созданное во время Великой Отечественный войны специальное разведывательно-диверсионное подразделение Абвера из числа белорусских националистов в г. Дальвитц (Восточная Пруссия).

## Во время Великой Отечественной войны
После 1943 года, по мере начавшегося наступления Красной армии и ухудшения дел гитлеровской Германии на Восточном фронте, Абвер активизировал создание разведывательных и диверсионных структур из числа украинских, белорусских, прибалтийских и других националистов, из числа народов республик СССР. Их использование в тылу наступающих войск было выгодно германской армии, а националисты рассматривали такое сотрудничество в контексте возможности реализации в будущем своих целей.
Батальон был создан Абвером в июле 1944 года и находился в организационном подчинении абверкоманды-203.
Основной контингент: солдаты и офицеры БКА, полицейские, члены СБМ, БНП и других коллаборационистских организаций, действовавших на территории оккупированной БССР. Вербовка велась скрытно. К осени 1944 года батальон насчитывал более 200 человек, из них было сформировано две роты: 1-я «Северная» (командир — лейтенант Андрей Рудак) и 2-я «Южная» (командир — лейтенант Михаил Зуй).
Руководящий состав: начальник диверсионно-разведывательной школы Абвера майор Герулис (с ноября по декабрь 1944 года — лейтенант Шретер). Майор Иван Гелда отвечал за военную подготовку, его помощник по политчасти майор Всеволод Родько отвечал за моральное состояние личного состава. Офицером-пропагандистом батальона был бывший глава «Союза белорусской молодёжи» Михаил Ганько и близкий к Фабиану Акинчицу. В звании капитана службу в батальоне проходил Борис Рогуля.
Идеологический контроль над руководством батальона осуществляла Белорусская независимая партия. Президент БЦР Радослав Островский посещал батальон 28 августа и произнёс перед курсантами речь.
Подготовка планировалась на 4-6 месяцев, однако была сильно сокращена из-за стремительного продвижения РККА. В батальоне изучали подрывное и саперное дело, топографию, тактику ведения партизанского боя, типы оружия, отрабатывали десантирование. Готовились небольшая группа женщин-радисток и медсестёр (набранная в основном из членов СБМ).
Парашютные заброски групп батальона «Дальвитц» в Белоруссию продолжались с сентября 1944. Часть этих групп, как сообщалось в информационных документах БНП, продолжала действовать ещё зимой 1945/1946, и даже до 1956 года.
Во второй половине 1944 г. на территории Белоруссии с немецких самолетов было сброшено несколько отрядов, групп и отдельных десантников «Дальвитца» с целью диверсий в тылу Красной армии, сбора разведданных для Абвера и организации партизанского движения. Часть из них была ликвидирована органами советской госбезопасности, другие переходили к партизанской деятельности. Десантники, кроме Абвера, получали задания и от руководителей БНП, которые пытались развернуть в Белоруссии антисоветское партизанское движение. Все переброшенные в Белоруссию военнослужащие считались членами Белорусской Военной Организации.
Одной из самых долго продержавшихся групп диверсантов возглавлял Глеб Богданович. Отряд из 28 человек был заброшен в район Вильнюса, где действовал до июня 1945 года. Затем группа перешла в Польшу, где действовала против польских властей вместе с подпольной Армией Крайовой.
Группа Евгения Жихаря была заброшена в декабре 1944 года в Полоцкую область и продержалась до конца 1954 года, уничтожая партийных и советских активистов, терроризируя местное население и осуществляя диверсии; после разгрома силами МГБ остатки группы ушли в Польшу.
Самую известную группу диверсантов возглавлял Михаил Витушко. В ноябре 1944 года её десантировали в районе Вильнюса. В последующие два года на основе группы была создана сильная организация со структурами в Литве, Белоруссии и на Украине, известная в литературе под названиями «Чёрный кот» и «Белорусская освободительная армия».
В начале ноября 1944 г. «Дальвиц» передислоцировался в местечко Вальбуш под Быдгощем (Польша), где продолжил подготовку. Позже он переехал в район Берлина.

### Попытка сотрудничества с генералом Власовым
9 декабря 1944 года командир батальона «Дальвиц» майор Всеволод Радько и группа его офицеров поставили перед руководством БЦР вопрос о присоединении своего подразделения и прочих белорусских частей к движению генерала Власова. Радько считал, что КОНР «выдвинулся на передовую линию антибольшевистского фронта» и тесное сотрудничество с ним — военное и политическое, позволит увеличить силу БЦР. При этом предполагалось оперативное подчинение всех «белорусских» частей штабу генерала Власова.
«При этом главным аргументом офицеров батальона было то, что в ближайшее время нет и не предвидится возможности создания крупных белорусских воинских формирований. Главной особенностью этого обращения к руководству БЦР было то, что оно заканчивалось ультиматумом: если их условия не будут выполнены, то офицеры „Дальвитца“ сами, без согласия с Островским, начнут решать эти вопросы», — отмечает эксперт в истории коллаборационистских формирований Олег Романько.
Радько и всё руководство «Дальвитца» являлись сторонниками развертывания партизанского движения против советских войск и через это — организации народного восстания в Белоруссии. Генерал Власов также считал, что одним из направлений антикоммунистической борьбы должна быть партизанская война на территории СССР. Поэтому Радько и его группа увидели в этом положительный момент для себя: если против большевиков поднимутся все народы СССР, считали они, белорусским партизанам будет значительно легче. Однако руководство БЦР крайне отрицательно отнеслось к идее сотрудничества с Власовым и КОНР. Военный министр БЦР генерал-майор Константин Езовитов подготовил для офицеров «Дальвитца» отрицательный ответ с констатацией «преждевременности» такого шага.
Альянс не состоялся. Романько, проанализировав причины появления самой инициативы, полагает: «Многие из них понимали, что независимости для Белоруссии они смогут добиться только в совместной борьбе со всеми народами СССР. В принципе, большинство из этих активистов не отделяли себя от русского народа. И это в очередной раз показало, что белорусский национализм являлся на тот момент только фикцией».

### Попытка сотрудничества с оберштурмбаннфюрером Скорцени
В ходе состоявшегося 20 марта 1945 года в Берлине совещания, на котором присутствовали начальник всех диверсионных отрядов СС оберштурмбаннфюрер Отто Скорцени, а также Островский, Гедда и уже командир батальона Родзько было достигнуто соглашение о развёртывании в тылу Красной Армии масштабной разведывательно-диверсионной борьбы с конечной целью поднятия восстания. Операция под кодовым названием «Валошка» (василёк по-белорусски) требовала десантирования, которое немцы обеспечить не могли. Максимум, что мог предложить Скорцени — подвезти десантников на автомобилях к линии фронта, чтобы затем пробираться в тыл РККА самостоятельно. По информации Романько, Скорцени также думал об увеличении состава «Дальвитца» до 700−800 человек с формированием на базе батальона специального разведывательно-диверсионного полка. Однако операция не состоялась. Подготовленные отряды «Дальвитца» в Белоруссию переброшены не были.
В мае 1945 года «Дальвитц» получил приказ БЦР отступать в Чехию навстречу американцам, чтобы сдаться. По пути батальон попал в засаду отряда чешских коммунистов и был разоружён. Чешские партизаны не стали расстреливать пленников, отпустив их по домам. После этого Радько объявил о роспуске батальона. Его остатки, разбившись на группы, самостоятельно пробирались в Белоруссию и на Запад.
Отряд Родзько перебрался в район Белостока для продолжения вооружённой борьбы, где был разгромлен органами советской госбезопасности и почти полностью арестован в июне 1945 г. Были арестованы и председатель ЦК БНП, и командир «Дальвитца». Руководители батальона были подвергнуты суду по так называемому «делу шестерых» (вероятно, май 1946), Родзько и Гелда были казнены.

## Послевоенная антисоветская партизанская деятельность
Часть личного состава батальона, добравшись до Беловежской и Налибокской пущей, приступили к партизанской деятельности против советской власти. По мнению ряда исследователей, батальон «Дальвитц» сыграл исключительную роль в подготовке командного состава для белорусского антисоветского повстанческого движения.
Вместе с тем большая часть его состава участия в военных действиях не принимала. Из воевавших большинство погибло или было казнено. По официальным советским данным, в 1956 г. органы госбезопасности всё ещё разыскивали 57 десантников «Дальвитца», которые были или на Западе, или скрывались в Советском Союзе.
В современной националистической публицистике указывается, что отряды, независимые от «Чёрного кота», сражались до начала 1960-х. По официальным данным, МГБ покончило с организованным вооружённым сопротивлением выпусников школы «Дальвиц» в течение первого послевоенного десятилетия.
Вокруг батальона сформировалось много мифов, сочинённых как эмигрантами, так и современными националистами. Сами же националисты критикуют эти мифы.